# Javier Gutiérrez Álvarez
Javier Gutiérrez Álvarez (Gozón, Astúries, 17 de gener de 1971) és un actor espanyol.

## Biografia
Javier Gutiérrez va néixer al poble mariner de Luanco, Astúries, però de seguida van traslladar-se a Ferrol. És un actor d'àmplia trajectòria teatral, també ha participat en algunes de les pel·lícules més exitoses del cinema espanyol modern, com, per exemple, El asombroso mundo de Borjamari y Pocholo, El otro lado de la cama, Días de fútbol i Torrente 3: el protector. Ha fet publicitat i col·laboracions en diverses sèries de televisió. El 2005, però, va incorporar-se amb un paper fix a la sèrie d'Águila Roja.
El 30 de març del 2009 va ser premiat amb el Premi Max de les Arts Escèniques al millor actor protagonista per Argelino, servidor de dos amos i li dedicà a tots els éssers humans que moren en arribar a la costa davant de la indiferència i passivitat del Govern i de la societat.

## Filmografia

### Pel·lícules
- Estación Rocafort (2024)
- Pájaros (2024)
- Lobo feroz (2023),de Gustavo Hernández Ibáñez. Com a Alonso
- Mañana es hoy (2022), de Nacho G. Velilla. Com a Jose Luís
- Modelo 77 (2022), d'Alberto Rodríguez Librero. Com a Pino
- Bajocero (2021), de Lluís Quílez. Com a Martín
- Durante la tormenta (2018), d'Oriol Paulo. Com a Ángel Prieto
- Campeones (2018), de Javier Fresser. Com a Marco Montes
- El autor (2017) de Manuel Martín Cuenca. Com Álvaro
- Assasin's Creed (2016), de Justin Kurzel. Com a Torquemada
- Plan de fuga (2016) de Iñaki Dorronsoro. Com a Rápido
- 1898. Los últimos de Filipinas (2016), de Salvador Calvo. Com a Sargent Jimeno
- El Olivo (2016), de Icíar Bollaín. Com a Alcachofa
- Truman (2015), de Cesc Gay. Com a Asesor funeraria
- El Desconocido (2015), de Dani de la Torre. Com a Desconocido.
- La Isla Mínima (2014), d'Alberto Rodríguez. Com a Juan Robles.
- 2 francos, 40 pesetas (2014), de Carlos Iglesias. Com a Marcos.
- Historias de Lavapiés (2014), Ramón Luque. Com a Hombre albergue 1.
- Una noche en el viejo México (2013), d'Emilio Aragón. Com a Booster.
- Zipi y Zape y el club de la canica (2013), d'Oskar Santos. Com a Falconetti.
- Gente en Sitios (2013), de Juan Cavestany.
- Águila roja: la pel·lícula (2011), de José Ramón Ayerra.
- No lo llames amor, llámalo X (2011), d'Oriol Capel.
- Torrente 4: Lethal crisis (2011), de Santiago Segura. Com a Solís.
- Al final del camino (2009), de Roberto Santiago. Com a José
- Santos (2008), de Nicolás López. Com a Salvador Santos.
- Gente de mala calidad (2008), de Juan Cavestany.
- Las manos del pianista (2008), (TV) de Sergio G. Sánchez.[2]
- Salir pitando (2007), d'Álvaro Fernández Armero.
- Días de cine (2006) de David Serrano.
- Un franco, 14 pesetas (2006), de Carlos Iglesias. Com a Marcos.
- Películas para no dormir: La habitación del niño (2006) (TV), d'Álex de la Iglesia. Com a Juan.
- Torrente 3: el protector (2005), de Santiago Segura. Com a Solís.
- El penalti más largo del mundo (2005), de Roberto Santiago. Com a Rafa.
- El asombroso mundo de Borjamari y Pocholo (2004), de Juan Cavestany i Enrique López Lavigne. Com a Pocholo.
- Crimen ferpecto (2004), d'Álex de la Iglesia. Com a Jaime.
- Días de fútbol (2003), de David Serrano. Com a noi del cor.
- El otro lado de la cama (2002), d'Emilio Martínez Lázaro. Com a Fernando.
- Planeta extraño (1997), de Pedro Pérez Jiménez. Com a Luis.

### Sèries de televisió

#### Personatges fixos
- Águila roja (2009-2016). TVE. Com a Saturno García "Sátur".
- Estoy Vivo (2017). TVE. Com a Manuel Márquez ‘’Vargas'’.
- Los Serrano (2006-2008). Telecinco. Com a José Luis (Josico).
- Lo + plus (2003). Canal +. Diversos personatges.
- Historias para no dormir (2021). Prime Video. Com a Andrés Burgos
- El caso Asunta (2024). Netflix

#### Personatges episòdics
- Aída (2005). Telecinco. Com a Nicolás
- Periodistas (2001). Telecinco.
- Policías, en el corazón de la calle (2001). Antena 3.
- Abierto 24 horas (2000). Antena 3. Com a Individu.
- Mareas Vivas (sèrie de TVG), com a Fitipaldi, conductor de carrilanes.